# كارل دال
كارل دال (بالألمانية: Karl Dall)‏ هو مقدم عروض ‏ ومغني ومقدم تلفزيوني وممثل ألماني، ولد في 1 فبراير 1941 في إمدن في ألمانيا.

## وصلات خارجية
- كارل دال على موقع IMDb (الإنجليزية)
- كارل دال على موقع روتن توميتوز (الإنجليزية)
- كارل دال على موقع مونزينجر (الألمانية)
- كارل دال على موقع ألو سيني (الفرنسية)
- كارل دال على موقع ميوزك برينز (الإنجليزية)
- كارل دال على موقع أول موفي (الإنجليزية)
- كارل دال على موقع ديسكوغز (الإنجليزية)
- كارل دال على موقع قاعدة بيانات الفيلم (الإنجليزية)
- كارل دال على موقع كينوبويسك (الروسية)